# Oberes Donau- und Aschachtal
Oberes Donau- und Aschachtal este o arie protejată (arie specială de conservare — SAC, sit de importanță comunitară — SCI) din Austria întinsă pe o suprafață de 7.119 ha, integral pe uscat.

## Localizare
Centrul sitului Oberes Donau- und Aschachtal este situat la coordonatele 48°29′00″N 13°46′00″E / 48.4833°N 13.7667°E.

## Înființare
Situl Oberes Donau- und Aschachtal a fost declarat sit de importanță comunitară în iunie 2002 pentru a proteja 25 de specii de animale. Situl a fost protejat și ca arie specială de conservare în august 2009.

## Biodiversitate
Situată în ecoregiunea continentală, aria protejată conține 13 habitate naturale: Lacuri eutrofice naturale cu vegetație de tip Magnopotamion sau Hydrocharition, Cursuri de apă de la nivel de câmpie la nivel montan, cu vegetație Ranunculion fluitantis și Callitricho-Batrachion, Liziere de ierburi înalte hidrofile de câmpie și de nivel montan până la alpin, Fânețe de joasă altitudine (Alopecurus pratensis, Sanguisorba officinalis), Grohotișuri silicioase medio-europene, la altitudine înaltă, Pante stâncoase silicioase cu vegetație casmofită, Roci stâncoase cu vegetație pionieră de Sedo-Scleranthion sau Sedo albi-Veronicion dillenii, Păduri de fag Luzulo-Fagetum, Păduri de fag Asperulo-Fagetum, Păduri de stejar și carpen Galio-Carpinetum, Păduri pe pante, grohotișuri și ravene de Tilio-Acerion, Păduri aluvionare cu Alnus glutinosa și Fraxinus excelsior (Alno-Padion, Alnion incanae, Salicion albae), Păduri acidofile de Picea de la nivel montan la nivel alpin (Vaccinio-Piceetea).
La baza desemnării sitului se află mai multe specii protejate:
- amfibieni (2): izvoraș-cu-burta-galbenă (Bombina variegata), triton cu creastă (Triturus cristatus)
- mamifere (6): liliac cârn (Barbastella barbastellus), castor (Castor fiber), vidră de râu (Lutra lutra), râs eurasiatic (Lynx lynx), liliac cărămiziu (Myotis emarginatus), liliac comun (Myotis myotis)
- nevertebrate (5): carabus variolosus nodulosus (Carabus (variolosus) nodulosus), Euplagia quadripunctaria, rădașcă (Lucanus cervus), phengaris nausithous (Maculinea nausithous), Phengaris teleius
- pești (12): avat (Aspius aspius), Barbus meridionalis, zglăvoacă (Cottus gobio), Gymnocephalus baloni, răspăr (Gymnocephalus schraetzer), lostriță (Hucho hucho), săbiță (Pelecus cultratus), porcușor de șes (Romanogobio vladykovi), Rutilus meidingeri, babușcă de tur (Rutilus virgo), fusar (Zingel streber), pietrar (Zingel zingel)